# Strobilomyces mirandus
Strobilomyces mirandus ist eine Pilzart aus der Familie der Dickröhrlingsverwandten. Er ist in Ost- und Südostasien heimisch.

## Merkmale

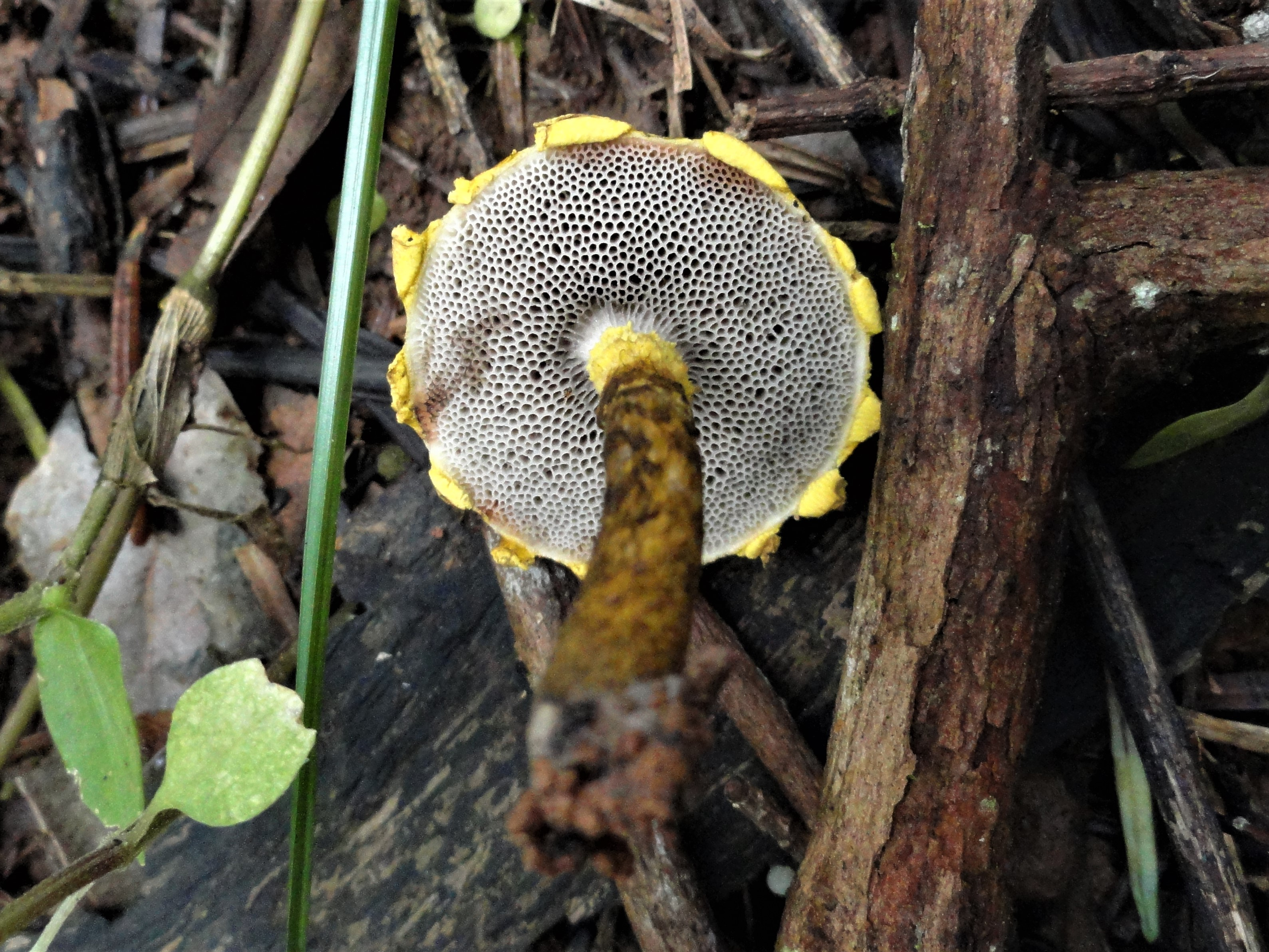
Blick auf die Hutunterseite

### Makroskopische Merkmale
Der 3–6 (-7,5) cm breite Hut hat jung eine halbkugelige und später eine gewölbte Form. Markant sind die flachen bis pyramidenförmigen oder warzigen Schuppen auf der lebhaft gelb bis sonnenblumengelb gefärbten Hutoberfläche. Die Schuppen sind dichter in der Mitte und sind hell- bis goldgelb im jungen Zustand, gold bis braunorange im reifen Zustand und olivbraun bis schwärzlich im beschädigten Zustand. Der Rand ist wellig mit einem gleichfarbigen Schleier. Die Poren bzw. Mündungen der Röhren auf der Hutunterseite sind im jungen Zustand von einem Velum partiale umhüllt und haben eine rauchig weiße Farbe und röten oder schwärzen auf Druck. Der weitgehend zylindrische, zur Spitze hin etwas stärkere Stiel ist 4 bis 7 cm lang und 5–9 mm dick. Er ist ähnlich wie der Hut gefärbt und hat eine flockig-schuppige Oberfläche. Der Sporenpulverabdruck ist schwärzlich braun. Geruch und Geschmack sind undeutlich.

### Mikroskopische Merkmale
Die fast kugeligen oder breit elliptischen, dunkelbraunen Sporen messen 7,2–10 × 6–9 Mikrometer und sind mit einem netzartigen Muster überzogen. Die keuligen Basidien sind viersporig und messen 38–48 × 10–16 Mikrometer. Die braun pigmentierten Pleurozystiden werden 60–90 × 15–20 Mikrometer groß und sind spindelig bis bauchig oder bauchig schnabelartig. Die Hutdeckschicht ist ein Trichoderm und 200 bis 400 Mikrometer dick mit aufgerichteten Hyphen von leicht aufgeblähten, verlängerten Zellen. Das Fleisch (Trama) des Huts besteht aus stark gelatinisierten miteinander verwobenen, 3–12 Mikrometer dicken Hyphen.

## Ökologie
Strobilomyces mirandus ist vermutlich wie andere Arten der Gattung ein Mykorrhizapilz. In Japan wurde er unter Scheinkastanien und immergrünen Eichen gefunden; im indischen Sikkim unter einer unbestimmten Lithocarpus-Art, unter Cinnamomum tamala und unter Quercus glauca.

## Verbreitung
Strobilomyces mirandus ist in Malaysia, China, Japan und Indien (Sikkim) zu finden.

## Taxonomie
Strobilomyces mirandus wurde vom britischen Mykologen Edred John Henry Corner 1972 in der malaysischen Provinz Johor erstbeschrieben.